# Озеро в ударном кратере
О́зеро в уда́рном кра́тере, также кра́терное о́зеро, — озеро, образующееся при заполнении водой ударного кратера.
Одно из крупнейших озёр в ударном кратере — озеро Маникуаган в провинции Квебек, Канада; кратер представляет собой структуру с множеством колец диаметром около 100 км, а его внутреннее кольцо диаметром 70 км является наиболее заметной особенностью; он содержит кольцевое озеро диаметром 70 км, окружающее внутреннее островное плато, остров Рене-Левассер. Это шестой по величине подтвержденный ударный кратер на Земле по диаметру от края до края. Является одним из старейших известных ударных кратеров и крупнейшим «видимым» ударным кратером на Земле, который сформировался в результате удара метеорита диаметром 5 км около 215,5 млн лет назад. Кратер имеет многокольцевую структуру около 100 км шириной. Внутреннее кольцо диаметром 70 км теперь является озером.
На Земле известно около 140 ударных кратеров диаметром до 200 км, образованных падениями космических тел. Формой они напоминают воронки от бомб. В условиях влажного климата метеоритные кратеры быстро заполняются водой и становятся озёрами.

## Примеры озёр
Основные озёра в ударных кратерах:

### Африка
- Венчи (ударный кратер, Эфиопия)[2]
- Босумтви (ударный кратер, Гана)
- Озеро Тсваинг находится в ЮАР, в 40 км к северо-западу от Претории. Предполагаемый возраст воронки диаметром 1,13 км и глубиной 100 м составляет 220 000 ± 52 000 лет. Озеро богато растворённым карбонатом и хлоридом натрия — поваренной солью, которую здесь собирают с 1956 года.
- Озеро Босумтви находится в области Ашанти Республики Гана в древнем метеоритном кратере шириной 10,5 км, образовавшемся от удара 1,07 млн лет назад и является единственным естественным озером в Гане. Сейчас это популярный курортный район.

### Америка
- Сен-Жан (ударный кратер, Квебек, Канада)
- Озеро Пингалут (Пингуалуит) в Квебеке, Канада. Его диаметр составляет 3,44 км, и, по предположениям учёных, он был образован около 1,4 млн лет назад. Кратер глубиной 400 метров возвышается над окружающей его тундрой на 160 метров, глубина озера — 267 метров, это одно из самых глубоких озёр на территории Северной Америки.
- Озеро Маникуаган в провинции Квебек, Канада, является одним из старейших известных ударных кратеров и крупнейшим «видимым» ударным кратером на Земле, который сформировался в результате удара метеорита диаметром 5 км около 215,5 млн лет назад. Кратер имеет многокольцевую структуру около 100 км шириной. Внутреннее кольцо диаметром 70 км теперь является озером.
- Клируотерские озёра — два кольцеобразных озера, находящихся в провинции Квебек, Канада, недалеко от Гудзонова залива, и расположенных внутри впадин двух эродированных ударных кратеров. Диаметр восточного кратера составляет 26 км, а западного — 36 км.

### Азия
- Эльгыгытгын (ударный кратер, Сибирь)
- Озеро Канбешбулак, в поперечнике около 800 метров, расположено в урочище Хамкан, Сурхандарьинская область, Узбекистан.
- Озеро Эльгыгытгын в Чукотском АО имеет диаметр 13 км и глубину 170 м. Оно окружено кольцевым валом высотой 200—300 м. Озеро появилось примерно 3,5 млн лет назад и является, по мнению учёных, причиной значительного похолодания климата на Чукотке.
- Озеро Лонар в индийском штате Махараштра. Кратер был образован около 52 000 лет назад после падения гигантского куска метеорита или кометы, в результате чего образовалась воронка шириной 1,8 км и глубиной 150 м.

### Европа
- Сильян (ударный кратер, Швеция)
- Светлояр — озеро, с которым связана легенда о затонувшем городе Китеже. Находится в Воскресенском районе Нижегородской области. Имеет форму овала с размерами 470×350 м с длинной осью в направлении север-юг, отличается от соседних озёр большой глубиной, достигающей 33,4 м. Первым исследователем озера в конце XIX в. был великий русский учёный-почвовед В. В. Докучаев, и ему принадлежит первая версия происхождения: озеро — метеоритный кратер. Метеоритная гипотеза происхождения Светлояра и некоторых соседних озёр подтверждается рядом исследований[3].
- Озеро Кого-Яр[4] находится на левом берегу реки Волги, на территории республик Марий Эл и Чувашия, имеет неправильную овальную форму, слегка оттянутую с юго-запада на северо-восток. Максимальная длина озера — 1080 м, наибольшая ширина — 720 м. Глубины озера изменяются в значительных пределах: от 0,5-1,0 м у берегов до 8,0 м в северо-западной части озера.
- Озеро Урема в Нижнекамском районе, Республика Татарстан, представляет собой огромную заболоченную впадину, предположительно метеоритного происхождения. Образовалось предположительно 14 тысяч лет назад.
- Озеро Каали на эстонском острове Сааремаа образовалось в одном из самых молодых ударных кратеров на планете, сформировавшемся всего 7600 (по некоторым данным — примерно 3500) лет назад.[5][6]
- Озеро Бездон расположено в бассейне р. Угры на северо-западе Калужской области, вблизи границы со Смоленской. имеет форму овала с направлением длинной оси с северо-запада на юго-восток, длина более 850 м, ширина — 450 м. Оно отличается довольно значительной для озёр такого размера в Центральной России глубиной — до 35-40 м. Окружающее озеро валообразное поднятие делает его сходным с метеоритным кратером, поэтому оно отнесено к достаточно редкому типу озёр с астроблемовидными котловинами.[7]
- Суавъярви (Су́вари) — озеро в Медвежьегорском районе Республики Карелия, предположительно один из древнейших известных ударных кратеров, имеет диаметр 16 километров и виден на космических снимках. Согласно мнению ученых, возраст кратера оценивается в 2,5 миллиарда лет.
- Янисъярви (Большо́е Янисъя́рви) (фин. Jänisjärvi — буквально «заячье озеро») — озеро в Сортавальском районе Республики Карелия, овальной формы, вытянуто с севера на юг. Озёрная котловина состоит из двух впадин, вытянутых с северо-запада на юго-восток и разделённых подводным кряжем. Южная котловина имеет глубины до 57 м, северная — до 37 м. Некоторые исследователи считают, что данное озеро было образовано около 700 ±5 миллионов лет назад в результате падения метеорита[8][9].
- Переяславское (Плещеево) озеро в Ярославской области РФ имеет форму овала с направлением длинной оси с северо-запада на юго-восток, с размерами 9,5 на 6,5 км и глубиной до 25 метров. Метеоритное происхождение Плещеева озера пока окончательно не доказано.
- Озеро Смердячье в Шатурском районе Московской области. Диаметр около 300 м, диаметр по кольцевому валу — 350—400 м, глубина до 35 м. Образовалось примерно 10 тыс. лет назад от метеорита диаметром 10-20 м. Название озера произошло от неприятного запаха сероводорода, который выделялся там несколько лет назад. Из-за своих особенностей озеро приобрело в народе дурную репутацию и обросло легендами и сказаниями, объясняющими происхождение названия. Существует гипотеза, что образовавший озеро метеорит в полете раскололся на несколько частей, и окрестные озера — Лемёшинское и Карповское — также имеют ударное происхождение.
- Озеро Святое находится в Шиловском районе Рязанской области, диаметр 350 м, глубина около 27 м, окружено кольцевым валом. В озере нет водной растительности и ила. На глубине 15 метров начинается слой холодной воды с температурой около 0 градусов. Предполагается, что озеро возникло в недавнее историческое время — в VII—X веках н. э. В это время с территории нынешней Рязанской области исчез целый народ — культура рязано-окских могильников.